# Rovdino
Rovdino (in russo Ровдино) è un villaggio (село) russo del šenkurskij rajon, nell'oblast' di Arcangelo. È centro amministrativo di uno degli undici comuni rurali del distretto di Šenkursk.